# Altheim (Biberach)
Altheim è un comune tedesco di 2 101 abitanti situato nel land del Baden-Württemberg.